# Aichi virus
Aichi virus (druh Aichivirus A) patří do rodu Kobuvirus a rodiny Picornaviridae. Jedná se o virus s ikosaedrální morfologií a je klasifikován jako kódující ssRNA virus. Aichi virus patří mezi významné lidské patogeny.

## Struktura
Aichi virus má v genomu kódované tři kapsidové (strukturní) proteiny. Jedná se o proteiny VP0, VP1 a VP3. Štěpením prekurzorového proteinu VP0 za účasti proteáz vznikají dva kapsidové proteiny, VP2 a VP4. Virová kapsida je složena z 60 kopií každého ze čtyř virových proteinů známých jako VP1, VP2, VP3 a VP4. Proteiny VP1 až VP3 jsou lokalizovány na povrchu virové částice, zatímco protein VP4 je umístěn uvnitř virové částice.

## Organizace genomu
Genom viru Aichi obsahuje přibližně 8250 nukleotidů. Uvnitř genomu se nachází otevřený čtecí rámec, kde dochází procesem translace k tvorbě tří strukturních proteinů (VP0, VP1 a VP3) a sedmi nestrukturních proteinů (2A-2C, 3A-3D). Otevřený čtecí rámec jako první formuje jeden dlouhý polyproteinový prekurzor, který postupně podléhá štěpení virovou proteázou 3C na příslušných 10 virových proteinů. Kromě vnitřního čtecího místa se na genomu nachází dvě nepřekládané oblasti a to na 3' konci a 5' konci genomu. Na 5' konci genomu se nachází oblast se zkratkou IRES (z angl. internal ribosome entry site), tedy úsek vázající ribozom pro zahájení translace virového polyproteinu. Oproti jiným zástupcům z pikornavirů má Aichi virus jednu odlišnost v genomu, na N-konci otevřeného čtecího rámce kóduje ještě jeden nestrukturní protein tzv. L protein. L protein se skládá ze 170 aminokyselin a nevykazuje žádnou sekvenční homologii s jinými pikornaviry. Tento protein se nepodílí na polyproteinovém štěpení, nemá tedy autokatalytickou aktivitu, ale je zapojen do replikace a enkapsidace virové RNA. Nepřekládaná oblast na 3' konci genomu má 240 bází následované poly(A) ocasem.

## Životní cyklus viru
Životní cyklus začíná navázáním viru na receptory, jenž se nachází na povrchu hostitelských buněk. Tato interakce vede k destabilizaci viru a uvolnění virového genomu do cytoplazmy hostitelské buňky. Jelikož se jedná o kódující RNA viry, jejich genom slouží jako mRNA, tudíž rovnou dochází k translaci jednoho dlouhého virového polyproteinu. Vzniklý polyprotein se následně štěpí virovými nebo hostitelskými proteiny s proteolytickou aktivitou. U viru Aichi se na štěpení podílí především 3C proteáza. Každý virový protein má charakteristickou funkci v životním cyklu viru. 3B protein, také označován jako VPg (z angl. viral protein genome-linked) je malý peptid, který se kovalentně váže na 5' konec genomu prostřednictvím 5' tyrosyluridinové vazby. Je prokázáno, že VPg interaguje s 3D proteinem, jenž má funkci virové RNA polymerázy. Po interakci začne 3Dpol inkorporovat UMP na VPg, čímž dochází k tvorbě VPgpU. Poté následuje další inkorporace polymerázou a tím vzniká produkt VPgpUpU. Tyto uridylované VPg produkty používá virus jako primery při syntéze pozitivního a negativního vlákna RNA. Pokud má virus uridylovaný VPg připraven, dochází k jeho vazbě na 3' konec genomu, kde interaguje s poly(A) ocasem. Tato interakce slouží pro tvorbu negativního RNA vlákna. Virové RNA s negativním řetězcem poté funguje jako templát pro produkci virových RNA s pozitivním řetězcem, které mohou být zabaleny do virionů nebo se využijí pro translaci virových proteinů. Jediná RNA s negativním řetězcem může sloužit jako templát pro syntézu velkého množství RNA s pozitivním řetězcem, což vysvětluje přebytek RNA s pozitivním řetězcem v infikované buňce.

## Zajímavosti
Aichi virus byl poprvé izolován v Japonsku. Vzorek byl izolován od pacienta, jenž zkonzumoval nakaženou ústřici a příznaky vedly k rozvoji gastroenteritidy. Tím došlo v roce 1989 zařazení Aichi viru do nového rodu Kobuvirus, který dnes zahrnuje také bovine kobuvirus a porcine kobuvirus. Kompletní sekvence viru Aichi byla stanovena v roce 1998. Kromě toho bovine virus byl detekován v roce 2003 a stejně jako Aichi virus byl nalezen v Japonsku u skotu. Jako poslední byl objeven porcine kobuvirus u nakažených prasat v Maďarsku. Od prvního objevu Aichi viru v Japonsku se postupně rozšířil do dalších asijských zemí a následně také do Evropy, jižní Ameriky a Afriky. Několik studií provedených v Japonsku, Německu, Francii, Tunisku a Francii prokázaly vysokou prevalenci protilátek Aichi viru u dospělých (80 % až 95 %), což svědčí o velké expozici tímto virem.

### Přenos a výskyt
Virus byl navržen jako původce lidské gastroenteritidy potenciálně přenášené především fekálně-orální cestou. Dojde-li k vypuštění Aichi viru do lidských výkalů, může dojít ke kontaminaci vodného prostředí. Dále může být přenos zprostředkován vypuštěním odpadních vod. Aichi virus je již celosvětově rozšířen a může být detekován v různých typech prostředí jako např. odpadní vody, říční vody, podzemní vody a u měkkýšů.

### Příznaky
Virus se replikuje v gastrointestinálním traktu, což obvykle není doprovázené symptomy. Klinické příznaky jsou průjmy, bolesti břicha, nevolnosti, zvracení a horečky. Pokud se projeví onemocnění, je obvykle pouze mírné a trvá přibližně 48 až 72 hodin. Akutní gastroenteritida vyvolaná Aichi virem je jednou z velmi častých onemocnění u děti i dospělých a stále patří mezi celosvětové příčiny nemocí a také úmrtnosti. Viry spojené s průjmy jsou stále sledovány a určují se jejich klinické významy.